# 4609 Pizarro
4609 Pizarro eller 1988 CT3 är en asteroid i huvudbältet som upptäcktes den 13 februari 1988 av den belgiske astronomen Eric W. Elst vid La Silla-observatoriet. Den är uppkallad efter de chilenska astronom bröderna Guido och Oscar Pizarro.
Asteroiden har en diameter på ungefär 28 kilometer.